# Llista de medallistes olímpics de monopatí de carrer
Aquesta és una llista dels medallistes olímpics de monopatí de carrer:

## Medallistes

### Categoria masculina

#### Carrer
| Edició      | Or            | Argent         | Bronze       |
| 2020 Tòquio | Yuto Horigome | Kelvin Hoefler | Jagger Eaton |
| 2024 París  | Yuto Horigome | Jagger Eaton   | Nyjah Huston |

#### Parc
| Edició      | Or            | Argent       | Bronze      |
| 2020 Tòquio | Keegan Palmer | Pedro Barros | Cory Juneau |
| 2024 París  |               |              |             |

### Categoria femenina

#### Carrer
| Edició      | Or             | Argent      | Bronze        |
| 2020 Tòquio | Momiji Nishiya | Rayssa Leal | Funa Nakayama |
| 2024 París  | Coco Yoshizawa | Liz Akama   | Rayssa Leal   |

#### Parc
| Edició      | Or              | Argent        | Bronze    |
| 2020 Tòquio | Sakura Yosozumi | Kokona Hiraki | Sky Brown |
| 2024 París  |                 |               |           |